# Joseph Johan Hachez
Joseph Johan(n) Hachez, in Flandern Josephus Johannes, (* 17. Oktober 1758 in Brügge; † 1831 in Bremen) war ein deutscher Kaufmann in Bremen.

## Biografie
Joseph Hachez stammte aus einer spanischen Adelsfamilie, die in der Mitte des 16. Jahrhunderts auf Wunsch von Kaiser Karl V. in Flandern die Interessen der Habsburger vertreten sollte, und der in Westflandern lebte.
Joseph Johan Hachez siedelte nach dem Machtwechsel im damals österreichisch-habsburgischen Flandern als Emigrant 1771 aus Brügge nach Bremen und lebte hier zunächst als Katholik nach der Schutzfreiheit bzw. dem Gastrecht. 1785 heiratete er Anna Elisabeth Erttel; beide hatten 13 Kinder. Mit seinem Schwiegervater, dem kaiserlichen Konsul Erttel, gründete er die Eisenhandelsfirma Erttel & Hachez in Bremen auf dem Teerhof, Herrlichkeit Nr. 2. 1823 erhielt er die Bremer Bürgerrechte.
Zwei Söhne waren der Kaufmann Johann Ferdinand Dominikus Hachez und der Kaufmann, Reeder und Mäzen Joseph Arnold Hachez (1828–1901), sein Enkel Emil Hermann Hachez (1820–1875), Kaufmann und Mitinhaber der Cigarrenfabrik Hachez und Müller, und sein Urenkel Joseph Emil Hachez (1862–1933), Mitbegründer der Schokoladenfabrik Hachez.

Die Joseph-Hachez-Straße in Bremen - Obervieland wurde nach dem Urenkel benannt.